# Hypogymnia mollis
Hypogymnia mollis är en lavart som beskrevs av L. H. Pike & Hale. Hypogymnia mollis ingår i släktet Hypogymnia och familjen Parmeliaceae.   Inga underarter finns listade i Catalogue of Life.